# Roseto degli Abruzzi
Roseto degli Abruzzi est une ville italienne d'environ 25 000 habitants située dans la province de Teramo, dans la région Abruzzes, en Italie méridionale.

## Géographie
La commune est bordée par le fleuve Tordino.

## Administration
| Période                                  | Période  | Identité              | Étiquette               | Qualité |
| ---------------------------------------- | -------- | --------------------- | ----------------------- | ------- |
| 30 mai 2006                              | En cours | Franco Di Bonaventura | Democratici di Sinistra |         |
| Les données manquantes sont à compléter. |          |                       |                         |         |

### Hameaux
Montepagano, Santa Lucia, Cologna spiaggia, Casal Thaulero, Voltarrosto, Campo a Mare, Santa Petronilla.

### Communes limitrophes
Atri, Giulianova, Morro d'Oro, Mosciano Sant'Angelo, Notaresco, Pineto.

## Personnalités liées
- Vincenzo Caporaletti (né en 1955), musicologue italien.